# Richard Westmacott

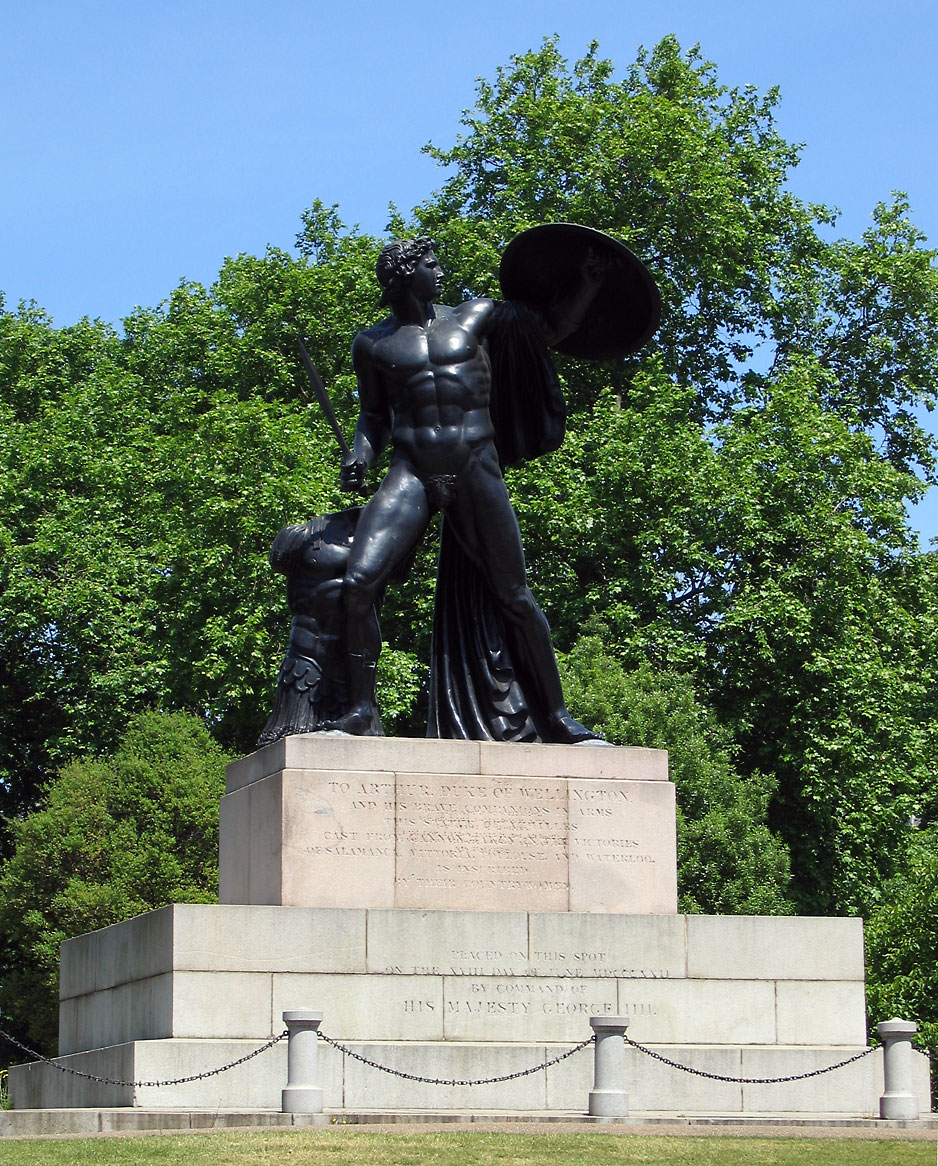
Staty över Akilles (1822) vid Wellington Monument vid Hyde Park Corner, London

Richard Westmacott (den yngre), född 15 juli 1775, död 1 september 1856, var en brittisk skulptör.
Richard Westmacott studerade för sin far, Richard Westmacott den äldre, innan har for till Rom 1793 för att studera för Antonio Canova. När han återvände till England 1797, anskaffade han en stor ateljé och började ställa ut vid Royal Academy, där han diplomverk, Jupiter and Ganymede, fortfarande kan ses. Han blev medlem av Royal Academy 1811 och professor i skulptur vid Royal Academy 1827. Han adlades 1837.
Relieferna på den norra sidan av Marble Arch, skulpturerna som representerar Civilisationens uppgång på pedimentet till British Museum och Waterloo Vase, som numera finns i Buckingham Palace trädgård, hör till hans verk. Den enorma urnan skulpterades av marmorblock som  Napoleon I öronmärkt för att skapa en trofé över sin tänkta seger i Napoleonkrigen. Den gavs sedan till Georg IV som gåva från storhertigen av Toscana. Westmacott skulpterade även minnesmärken över Pitt den yngre och Charles James Fox i Westminster Abbey samt Nelson vid Bull Ring, Birmingham, Liverpool och Barbados.
Richard Westmacott levde och dog på 14 South Audley Street i Mayfair i London. Hans son Richard Westmacott III följde i faderns och farfaderns fotspår och blev också han skulptör.